# 篠田洋司
篠田 洋司（しのだ ようじ、1963年〈昭和38年〉11月21日 - ）は、日本の政治家。山口県美祢市長（2期）。

## 来歴
山口県美祢市出身。美祢市立伊佐中学校、山口県立大嶺高等学校卒業。1988年（昭和63年）3月、京都産業大学経営学部卒業。同年4月、美祢市役所入庁。
総合政策部次長、市長統合戦略局長などを歴任したのち、2015年（平成27年）6月に美祢市副市長に就任。
2018年（平成30年）11月に公務で台湾に渡航中の西岡晃市長が、美祢市議とともに風俗店を訪れた。その後、現地の女性とホテルのエレベーターに乗り込むのを市議2人によって目撃される。西岡は同年12月31日に辞職。2019年（平成31年）2月10日に執行された出直し選挙に立候補するが、反西岡票が篠田と元市長の村田弘司の間で分散し、小差で西岡に敗れる。
※当日有権者数：21,419人 最終投票率：72.69%（前回比：－3.72pts）
| 候補者名 | 年齢 | 所属党派 | 新旧別 | 得票数  | 得票率 | 推薦・支持 |
| -------- | ---- | -------- | ------ | ------- | ------ | ---------- |
| 西岡晃   | 45   | 無所属   | 前     | 6,594票 | 42.81% |            |
| 篠田洋司 | 55   | 無所属   | 新     | 6,045票 | 39.24% |            |
| 村田弘司 | 65   | 無所属   | 元     | 2,763票 | 17.93% |            |

2020年（令和2年）4月19日執行の任期満了に伴う市長選で西岡との一騎打ちを制し、初当選を果たした。4月27日付で市長に就任。
※当日有権者数：20,662人 最終投票率：74.51%（前回比：＋1.82pts）
| 候補者名 | 年齢 | 所属党派 | 新旧別 | 得票数  | 得票率 | 推薦・支持 |
| -------- | ---- | -------- | ------ | ------- | ------ | ---------- |
| 篠田洋司 | 56   | 無所属   | 新     | 7,879票 | 51.82% |            |
| 西岡晃   | 46   | 無所属   | 現     | 7,327票 | 48.18% |            |

2024年（令和6年）4月21日執行の任期満了に伴う市長選で再び西岡との一騎打ちを制し、再選を果たした。※当日有権者数：18,795人 最終投票率：70.18%（前回比：－4.33pts）
開票結果は、当選 篠田洋司（60歳）無所属 現 7,679票（59.12%）、西岡晃（50歳）無所属 元 5,310票（40.88%）だった。